# Ilona Gusenbauer
Ilona Maria Gusenbauer-Majdan (Gummersbach, 16 september 1947) is een voormalige atlete uit Oostenrijk, die zich had toegelegd op het hoogspringen. Ze nam tweemaal deel aan de Olympische Spelen en veroverde bij die gelegenheden eenmaal een bronzen medaille. Van 1971 tot 1972 had zij tevens het wereldrecord in handen.

## Biografie

### Begin
Ilona Majdan is de dochter van een Duitse moeder en een in Hongarije geboren, uit Wenen afkomstige, Oostenrijkse vader. In 1960 viel zij op twaalfjarige leeftijd voor het eerst op tijdens een schoolsportfestival, toen ze met een sprong over 1,45 m zonder veel sprongtechniek het hoogspringen won.

### Geboorte dochter en olympisch debuut in 1968
Zes jaar later veroverde Majdan haar eerste Oostenrijkse titel met een sprong over 1,62. Ze zou die titel in de periode 1966-1976 in totaal tien keer winnen, met uitzondering van 1974. Zelfs de geboorte van haar dochter begin 1968 – de hoogspringster was het jaar ervoor getrouwd met Roland Gusenbauer – kon haar daar niet van weerhouden. Evenmin als haar deelname aan de Olympische Spelen van 1968 in Mexico-Stad, waar zij met 1,76 achtste werd. Het jaar daarop nam zij deel aan de Europese kampioenschappen in Athene. Daar werd zij zevende met een sprong over 1,77.

### Goud op EK indoor 1970
In 1970 maakte Gusenbauer een geweldige sprong voorwaarts. Een maand voor de Europese indoorkampioenschappen in Wenen had zij reeds haar kandidatuur voor de titel gesteld door op 6 februari in Wenen het officieuze wereldindoorrecord van Iolanda Balaș met 1 centimeter te verbeteren en op 1,87 te stellen. Op de EK indoor maakte Gusenbauer die verwachting vervolgens waar. Tot de hoogte van 1,82 had de Oostenrijkse nog tegenstand te duchten van een drietal concurrentes, maar vanaf 1,84 had zij het rijk alleen. Daar had ze het bij kunnen laten, want de gouden medaille was immers reeds in haar bezit. Ze bracht echter het eigen publiek in extase door de lat niet alleen op 1,88 te laten leggen, maar die hoogte daarna ook te overbruggen. Een poging om ook de 1,91 nog te halen, was echter te hoog gegrepen. Later dat jaar, tijdens het baanseizoen, veroverde Gusenbauer haar tweede medaille op een internationaal toernooi door op de Universiade in Turijn met een sprong over 1,83 brons te veroveren. 

### EK-goud en wereldrecord in 1971
Haar grootste sportieve prestatie leverde Gusenbauer in 1971. Op de EK in Helsinki veroverde zij de titel met een sprong over 1,87, waarna zij een maand later tijdens het sportfestival in een uitverkocht Weens Praterstadion bij haar eerste poging gelijk over de hoogte van 1,92 sprong. Hiermee verbeterde zij het tien jaar oude wereldrecord van Iolanda Balaș met 1 centimeter. Aan het eind van 1971 voerde de Oostenrijkse de wereldranglijst aan.

### Olympisch brons voor de favoriete
Door haar prestaties in 1971 was Gusenbauer favoriet voor de titel op de Olympische Spelen van 1972 in München, al bleek reeds aan het begin van 1972 dat de concurrentie niet stil had gezeten. Zo evenaarde de Oost-Duitse Rita Schmidt al op 30 januari het indoorrecord van 1,88 van de Oostenrijkse, waarna deze die prestatie een kleine maand later pareerde met een sprong over 1,89. Op de EK indoor in Grenoble was het echter opnieuw Schmidt, die de leiding op de wereldindoorranglijst overnam door kampioene te worden met een sprong over 1,90, terwijl Gusenbauer dit toernooi aan zich voorbij liet gaan.
Tijdens het baanseizoen had Gusenbauer in de aanloop naar München met 1,88 haar achtste nationale titel opgehaald, maar intussen had niet alleen Rita Schmidt outdoor haar eerdere indoorprestatie van 1,90 herhaald, maar was ook de Bulgaarse Jordanka Blagojeva tot die hoogte gekomen. Tussen die drie zou het moeten gaan, volgens de deskundigen. Niemand die rekening hield met de op dat moment met 1,85 op de elfde plaats rondhangende West-Duitse Ulrike Meyfarth.
In de finale gebeurt echter het ongelooflijke. Nadat tussen de drie genoemde favorietes de strijd tot en met 1,85 ongeveer gelijk op is gegaan, waarbij Gusenbauer al een paar keer een foutsprong heeft laten optekenen, valt op 1,88 voor Schmidt als eerste het doek. Gusenbauer en Blagojeva overleven ook die hoogte, maar dat doet Ulrike Meyfarth eveneens die, optimaal gebruik makend van de pas geïntroduceerde fosburyflop, nog geen foutsprong heeft gemaakt. Op 1,90 springen Gusenbauer en Blagojeva af, waarbij de laatste, zonder eerdere foutsprongen, het zilver pakt. De pas zestien jaar oude Meyfarth weet na haar eerste foutsprong echter ook die afstand te overwinnen en maakt zich ten slotte voor eigen publiek onsterfelijk door als apotheose in één keer ook over 1,92 te springen, een evenaring van het wereldrecord van Gusenbauer van exact een jaar ervoor. Bij de Oostenrijkse moet de klap hard zijn aangekomen, want die vertoont zich nadien niet op de persconferentie.

## Titels
- Europees kampioene hoogspringen - 1971
- Europees indoorkampioene hoogspringen - 1970
- Oostenrijks kampioene hoogspringen - 1966, 1967, 1968, 1969, 1970, 1971, 1972, 1973, 1975, 1976

## Persoonlijke records
| Onderdeel              | Prestatie | Datum          | Plaats |
| ---------------------- | --------- | -------------- | ------ |
| hoogspringen (outdoor) | 1,93 m    | 7 oktober 1972 | Wenen  |
| hoogspringen (indoor)  | 1,88 m    | 15 maart 1970  | Wenen  |

## Palmares

### hoogspringen
- 1966:  Oostenrijkse kamp. - 1,62 m
- 1967:  Oostenrijkse kamp. - 1,67 m
- 1968:  Oostenrijkse kamp. - 1,75 m
- 1968: 8e OS - 1,76 m
- 1969:  Oostenrijkse kamp. - 1,80 m
- 1969: 7e EK te Athene - 1,77 m
- 1970:  EK indoor te Wenen - 1,88 m
- 1970:  Oostenrijkse kamp. - 1,81 m
- 1970:  Universiade in Turijn - 1,83 m
- 1971:  Oostenrijkse kamp. - 1,82 m
- 1971:  EK te Helsinki - 1,87 m
- 1972:  Oostenrijkse kamp. - 1,88 m
- 1972:  OS - 1,88 m
- 1973: 7e EK indoor te Rotterdam - 1,84 m
- 1973:  Oostenrijkse kamp. - 1,85 m
- 1975:  Oostenrijkse kamp. - 1,76 m
- 1976:  Oostenrijkse kamp. - 1,75 m

- Gemeinsame Normdatei: 1023493632
- World Athletics: 14362269
- Virtual International Authority File: 316739360